# 古爾舒斯峰
46°33′36″N 9°29′33.72″E / 46.56000°N 9.4927000°E

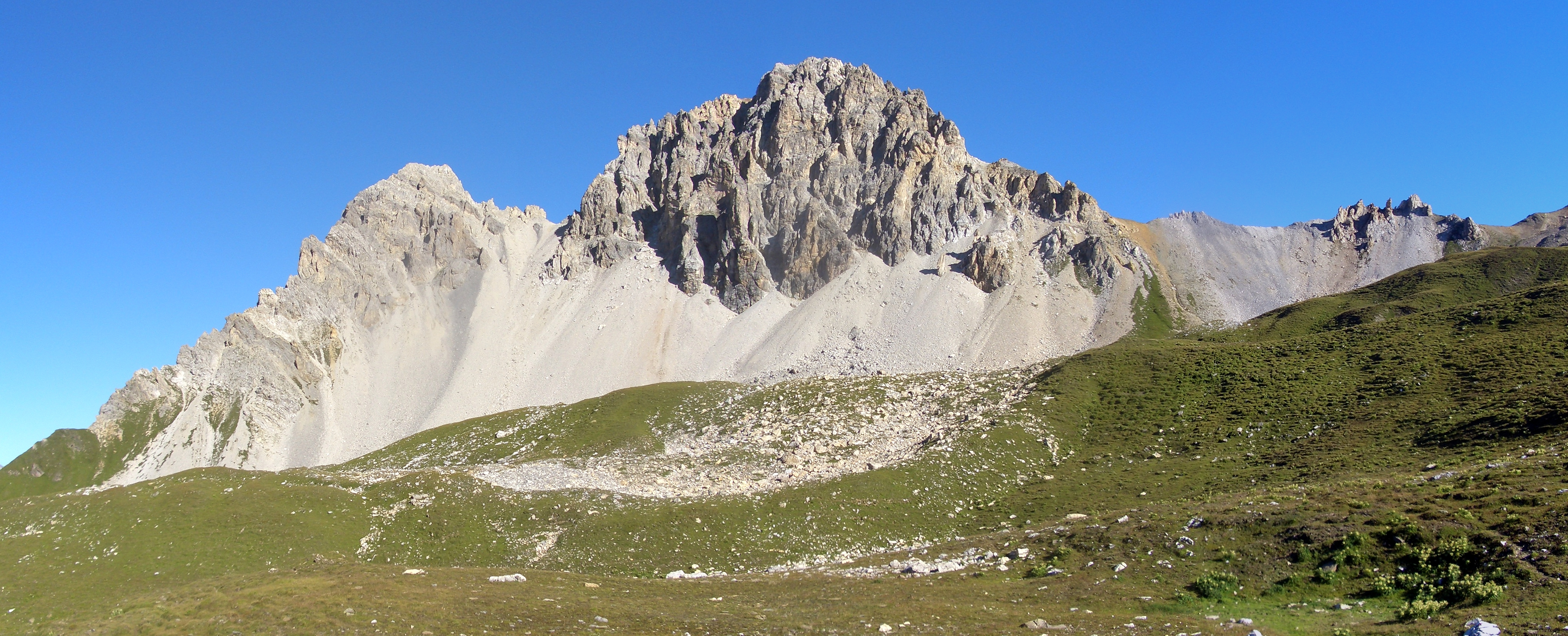

古爾舒斯峰（Piz digl Gurschus），是瑞士的山峰，位於該國東南部，由格勞賓登州負責管轄，屬於上哈爾布施泰因阿爾卑斯山脈的一部分，距離格里施峰3.4公里，海拔高度2,880米，每年平均降雨量1,729毫米。